# Императорская хроника
Императорская хроника (нем. Kaiserchronik) — немецкая поэма (18578 стихов), сочиненная около 1150 одним регенсбургским духовным деятелем, вероятно, священником Конрадом из Регенсбурга, автором песни о Роланде.
Её содержание — поэтическая история римских царей и императоров (включая в число последних и немецко-римских — до Конрада III), переплетённая множеством вставочных эпизодов и легенд, часто произвольно приуроченных к имени того или иного императора. Её основная идея, что немецко-христианская империя есть завершение всемирно-исторической задачи Рима.
Автор приводит аристократические воззрения и клеймит зазнавшееся крестьянство. Главными источниками для него служили «Вюрцбургская хроника» (Chronicon Wirzeburgense) и «Всемирная хроника» Эккехарда из Ауры (нач. XII в.), поэма «Песнь Анно» (около 1100 г.) и собственные наблюдения. Полагают, что автор «Императорской хроники» также использовал в качестве источника другую более древнюю стихотворную хронику, которую он исправил и дополнил. «Императорская хроника» в Средние века была широко распространена, подвергалась переработкам и дополнялась.